# Phorocera vagator
Phorocera vagator är en tvåvingeart som beskrevs av Georg von Frauenfeld 1867. Phorocera vagator ingår i släktet Phorocera och familjen parasitflugor.
Artens utbredningsområde är Sri Lanka. Inga underarter finns listade i Catalogue of Life.